# San Bernardo (kommun i Chile)
San Bernardo är en kommun i Chile.   Den ligger i provinsen Provincia de Maipo och regionen Región Metropolitana de Santiago, i den södra delen av landet, 20 km söder om huvudstaden Santiago de Chile.
Trakten runt San Bernardo består till största delen av jordbruksmark. Runt San Bernardo är det ganska glesbefolkat, med 40 invånare per kvadratkilometer.